# هلفيلة بيضاء ناصعة
هلفيلة بيضاء ناصعة (الاسم العلمي: Helvella nivea) هي نوع من الفطريات يتبع جنس الهلفيلة من الفصيلة الهلفيلية.